# Paul Loga
Serge-Paul Loga (ur. 14 kwietnia 1969 w Duali) – kameruński piłkarz, występował na pozycji pomocnika.

## Życiorys
Był w kadrze na mistrzostwa świata w 1994, jednak był zmuszony przesiedzieć cały turniej na ławce rezerwowych, gdyż ówczesny trener, Henri Michel nie widział go w wyjściowej jedenastce „Nieposkromionych Lwów”. Podczas mistrzostw był zawodnikiem Prévoyance Jaunde.